# Phobetes szepligetii
Phobetes szepligetii är en stekelart som först beskrevs av Kiss 1924.  Phobetes szepligetii ingår i släktet Phobetes och familjen brokparasitsteklar. Inga underarter finns listade i Catalogue of Life.